# بخش‌های دپارتمان کلودو
بخش‌های دپارتمان کلودو (انگلیسی: Arrondissements of the Calvados department) شامل ۴ بخش به شرح زیر است:
1. بخش بیو با ۱۲۳ کمون (فرانسه) و جمعیت ۶۸ هزار نفر در سال ۲۰۱۳ می‌باشد.
2. بخش کن با ۲۰۸ کمون (فرانسه) و جمعیت ۴۱۷ هزار نفر در سال ۲۰۱۳ می‌باشد.
3. بخش لیزیو با ۱۶۲ کمون (فرانسه) و جمعیت ۱۴۷ هزار نفر در سال ۲۰۱۳ می‌باشد.
4. بخش ویر با ۴۵ کمون (فرانسه) و جمعیت ۵۷ هزار نفر در سال ۲۰۱۳ می‌باشد.